# Gisela Castronari
Gisela Castronari, auch Gisela Castronari-Jaensch (* 20. November 1955 in Lüneburg) ist eine deutsche Filmeditorin. 
Gisela Castronari studierte zunächst Kunstgeschichte; seit 1982 ist sie als Editorin bei Film und Fernsehen tätig. Für die Filme Rohe Ostern und Experimentum Mundi wurde sie mit dem Deutschen Kamerapreis für den besten Schnitt ausgezeichnet. Seit 2013 ist sie Dozentin für Filmschnitt an der Filmakademie Baden-Württemberg.

## Filmografie (Auswahl)
- 1989: Bodo – Eine ganz normale Familie – Ko-Editorin: Sybille Kuipers; Regie: Gloria Behrens
- 1990: Step Across the Border – Regie: Nicolas Humbert, Werner Penzel
- 1995: Middle of the Moment (Dokumentarfilm) – Regie: Nicolas Humbert, Werner Penzel
- 1996: Rohe Ostern – Regie: Michael Gutmann
- 1999: Experimentum Mundi  – Regie: Doris Wedemeier, Grace Yoon
- 2007: Ein verlockendes Angebot – Regie: Tim Trageser
- 2007: Eine Robbe und das große Glück – Regie: Imogen Kimmel
- 2008: Der Nikolaus im Haus – Regie: Gabi Kubach
- 2009: Wohin mit Vater? – Regie: Tim Trageser
- 2009: Die Frau mit den 5 Elefanten (Dokumentarfilm) – Regie: Vadim Jendreyko
- 2010: Mord in bester Gesellschaft: Das eitle Gesicht des Todes – Regie: Hans Werner
- 2010: Racheengel – Ein eiskalter Plan  – Regie: Tim Trageser
- 2011: Die Lehrerin – Regie: Tim Trageser
- 2011: Adel Dich – Regie: Tim Trageser
- 2012: Mandy will ans Meer – Regie: Tim Trageser
- 2012: Wir wollten die Republik verändern – Der Liberale Gerhart Baum (Dokumentarfilm) – Regie: Bettina Ehrhardt
- 2012: Kommissarin Lucas – Die sieben Gesichter der Furcht
- 2012: Kommissarin Lucas – Bombenstimmung – Regie: Tim Trageser
- 2013: Willkommen auf dem Land – Regie: Tim Trageser
- 2013: Mord in den Dünen – Regie: Tim Trageser
- 2014: Neufeld, mitkommen! – Regie: Tim Trageser
- 2015: Der weiße Äthiopier – Regie: Tim Trageser

## Belege
1. ↑  Archivierte Kopie (Memento des Originals vom 22. Dezember 2015 im Internet Archive)  Info: Der Archivlink wurde automatisch eingesetzt und noch nicht geprüft. Bitte prüfe Original- und Archivlink gemäß Anleitung und entferne dann diesen Hinweis.

| Personendaten    | Personendaten              |
| ---------------- | -------------------------- |
| NAME             | Castronari, Gisela         |
| ALTERNATIVNAMEN  | Castronari-Jaensch, Gisela |
| KURZBESCHREIBUNG | deutsche Filmeditorin      |
| GEBURTSDATUM     | 20. November 1955          |
| GEBURTSORT       | Lüneburg                   |